# Verkehrsverband Hochtaunus
Der Verkehrsverband Hochtaunus (VHT) ist ein Zweckverband, der 1988 vom Hochtaunuskreis und allen seinen Städten und Gemeinden gegründet worden ist. 

## Geschichte
Der Verband erwarb, zum Kaufpreis von 2,8 Millionen DM, von der Deutschen Bundesbahn (DB) den 28,8 Kilometer langen Teilabschnitt Friedrichsdorf–Usingen–Grävenwiesbach der Bahnstrecke Friedrichsdorf–Albshausen, um ihn vor der Stilllegung zu bewahren. Der Kaufvertrag wurde am 14. Juli 1989 in einem Sonderzug vom Präsidenten der Bundesbahndirektion Frankfurt am Main und dem Landrat des Hochtaunuskreises unterschrieben. Der VHT ist seitdem Infrastrukturunternehmen und seit 1993 auch Inhaber der Betriebskonzession. Die Strecke ist an die Hessische Landesbahn GmbH (HLB) verpachtet.
Anschließend wurde die Strecke, für die sich nun der Name Taunusbahn einbürgerte, samt den Bahnhöfen und Haltestellen saniert, unter anderem auch ein Zentralstellwerk in Usingen errichtet. Am 26. September 1993 übernahm die Frankfurt-Königsteiner Eisenbahn AG (FKE) die Betriebsführung im Auftrag des Zweckverbandes; die Züge fahren nun schon in der Kreisstadt Bad Homburg vor der Höhe, einige im Berufsverkehr auch im Frankfurter Hauptbahnhof, ab.
Im Jahre 1996 erwarb der Lahn-Dill-Kreis in Wetzlar von der Bundesbahn die 8,1 Kilometer lange Teilstrecke Grävenwiesbach–Brandoberndorf samt einem Tunnel für 85.000 DM und brachte sie – als neues Mitglied – in den Verkehrsverband Hochtaunus ein. Nach gründlicher Sanierung konnte ab 15. November 1999 ein Pendelverkehr aufgenommen werden, seit 28. Mai 2000 wird ein durchgehender Betrieb angeboten.
Der VHT hat den Bus- und Anrufsammeltaxi-Verkehr europaweit ausgeschrieben. Der Zuschlag wurde der HLB Hessenbus GmbH erteilt, die ab 11. Dezember 2016 das Konzept des VHT umsetzen wird.

## Fahrzeuge
Dem VHT gehörten elf Triebwagen des Typs VT 2E. Sie trugen die Nummern 11 bis 21 und stammten aus der zweiten Bauserie. 2006 bis 2007 wurden sie und die Triebwagen der FKE (Nummern eins bis neun), die aus der ersten Serie stammen, modernisiert. Sie wurden von der HLB Hessenbahn, die als Eisenbahnverkehrsunternehmen die Verkehrsleistungen bis 2022 auf den Linien 11 (Sodener Bahn), 12 (Königsteiner Bahn) und 15 (Taunusbahn) erbrachte, eingesetzt.

## Rezeption
Damals verkaufte die Deutsche Bundesbahn zum ersten Mal eine betriebsfähige Bahnstrecke, die stillgelegt werden sollte, an einen Landkreis. Der Hochtaunuskreis (HTK) galt und gilt als ein Vorreiter für die Kommunalisierung des Schienen-Nahverkehrs. Der HTK übernahm mit dem Verkehrsverband Hochtaunus (VHT) die Planung und Organisation des öffentlichen Nahverkehrs viele Jahre, bevor das Land Hessen diese Aufgabe 2005 den Landkreisen per Gesetz übertrug.
Schon bei der Gründung des Zweckverbands VHT sprach Wolfgang Assmann (CDU, der frühere Bad Homburger Oberbürgermeister) von einer „Solidargemeinschaft“; der HTK hat eine sogenannte Ausgleichsfunktion (zwischen dem wohlhabenden Vordertaunus und den Städten und Gemeinden im Usinger Land). Letztere können per funktionierender Infrastruktur am Wohlstand der Metropolregion Frankfurt partizipieren; von deren Märkten für Mietwohnungen und Immobilien wird Druck genommen.
Als 1992 der erste Triebwagen auf die Strecke ging, sprach Jürgens’ Nachfolger Jürgen Banzer (CDU) von einem „finanziellen Abenteuer“.